# ایه‌رو (فیلم)
ایه‌رو (اسپانیایی: Hierro‎) یک فیلم تریلر روان‌شناختی اسپانیایی است که در سال ۲۰۰۹ منتشر شد. از بازیگران آن می‌توان به النا آنایا، بلن کوئستا و بئا سگورا اشاره کرد.